# Эпиляция

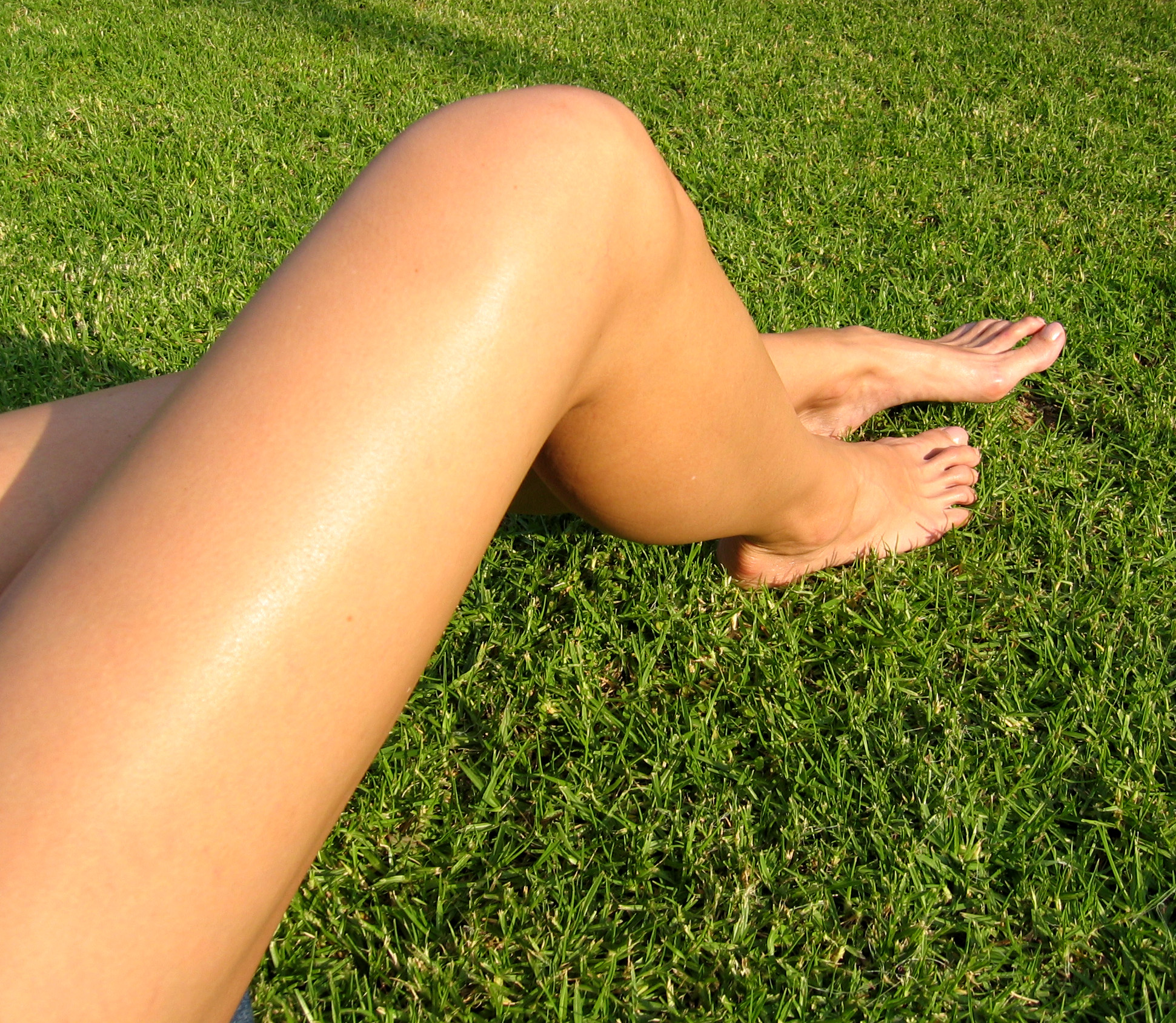
Женские ноги, лишённые волосяного покрова

Эпиля́ция — искусственное удаление волос (от фр. épiler — удалять волосы) посредством разрушения волосяных луковиц тем или иным способом, чаще всего электрическим разрядом.
Удалённые при эпиляции волосы заново уже не отрастают, в отличие от депиляции, после которой волосы через некоторое время появляются вновь на тех же местах.

## Методы
В современной косметологии применяют несколько методов эпиляции: электроэпиляцию, лазерную эпиляцию, фотоэпиляцию, элос эпиляцию. Удаление волос с помощью бритвы, кремов, пинцетов, нитей, воском, шугарингом, электродепилятором относится к депиляции, так как данные способы не влияют на дальнейшее формирование волоса (он отрастает снова и за короткий промежуток времени).
Эпиляция проводится следующими методами:
- Электроэпиляция — наиболее эффективный метод, проводится тремя способами[2]:

- термолиз — нагревание волосяного фолликула высокочастотным электрическим переменным током, от высокой температуры сворачиваются белки в фолликуле, находящемся в анагенезе (в стадии роста);
- электролиз — обработка волосяного фолликула постоянным током, который вызывает электролиз с выделением щёлочи, разрушающей ткань фолликула;
- бленд-метод — сочетание термолиза с электролизом;

- Ультразвуковая эпиляция[3];
- Фотоэпиляция;

- Лазерная эпиляция;

- Восковая эпиляция;
- Шугаринг;
- Гелевая эпиляция;
- Энзимная эпиляция;
- Элос («электрооптический синергизм»);
- Флеш-метод.

По результатам клинических исследований электроэпиляция является единственным методом удаления волос навсегда. Американский государственный орган Food and Drug Administration, контролирующий в том числе и медицину, разрешает использовать пометку «permanent hair removal» (удаление волос навсегда) исключительно для этого метода эпиляции, тогда как фото- и лазерная эпиляция позиционируются как «permanent hair reduction» — уменьшение количества волос.
Эффективность эпиляции зависит также от индивидуальных характеристик организма. Например, у европеоидов рост волос намного интенсивнее, чем у монголоидов, а у мужчин — интенсивнее, чем у женщин; соответственно, и эффективность эпиляции будет различна. Дело в том, что эффективная эпиляция возможна лишь тогда, когда волос находится в стадии роста (есть ещё стадии перехода и покоя). Согласно проведённым исследованиям, в этой стадии обычно находится 80-88 % всех волос. Так, область бровей в стадии анагена (роста) находится на 15 %, на ногах и на линии бикини — на 30 %, участок верхней губы — на 65 %, зона подбородка — на 70 %, а головы — на 90 %. Также, если волос был повреждён на стадии роста, существует небольшая вероятность того, что он будет навсегда удалён.

## История
Первые попытки избавиться от нежелательных волос были отмечены ещё в Древней Греции, Египте и Риме. Легендарные красавицы Нефертити и Клеопатра, а также знатные мужи того времени активно пользовались восковыми масками (депиляция) и пинцетами для удаления волосяного покрова. Эти два метода до сих пор достаточно популярны в домашних условиях, их основной недостаток — болезненность и непродолжительный эффект. В XVI веке появляются первые бритвы, а в XIX — первые станки. И только в 60-х годах XX столетия разрабатываются и внедряются первые приборы, позволяющие проводить радикальные процедуры, действующие на стержень волоса — электро- и лазерную эпиляцию. На сегодняшний день эти технологии находятся в активной разработке, пока что не существует точных данных о возможных последствиях данных процедур в долгосрочной перспективе.

### Лобковые вши
В 20-21 веке увеличение процента людей, удаляющих лобковые волосы посредством эпиляции, по мнению некоторых исследователей привело популяцию лобковых вшей у населения в некоторых частях мира на грань вымирания.